# Carolina Beatriz Ângelo
Carolina Beatriz Ângelo (Guarda, Portugal, 6 d'abril de 1878—3 d'octubre de 1911) va ser una metgessa i feminista portuguesa. Va ser la primera dona a exercir el dret a sufragar de la Primera República Portuguesa, en les eleccions de l'Assemblea constituent de 1911, utilitzant al seu favor una llacuna jurídica.
Carolina Beatriz Ângelo s'enquadra en el panorama de dones intel·lectuals de Portugal, a cavall de dos segles: Carolina Michaëlis de Vasconcelos (1851-1925), Adelaide Cabete (1867-1935), Maria Clara Correia Alves (1869-1948), Beatriz Paes Pinheiro de Lemos (1872-1922), Ana de Castro Osório (1872-1935), Albertina Paradís (1874-1954), Alice Pestana (1860-1929), Maria Olga Morais Sarmento dona Silveira (1881-1948), Virgínia Guerra Quaresma (1882-1973), entre una llarga llista de dones portugueses amb un marcat perfil feminista, republicà i socialista.

## Biografia
Carolina Beatriz Ângelo va néixer en Guarda en 1877, segona de quatre fills del periodista Viriato António Ângelo i d'Emília Clementina de Castro Barreto. A la seva ciutat natal va realitzar els seus estudis primaris i secundaris en el Liceu Nacional de Guarda i, finalitzats aquests estudis, es va matricular a l'Escola Politècnica durant dos anys i, després, a l'Escola Mèdica de Lisboa durant cinc anys. Allí es va graduar com a llicenciada en medicina el 9 de gener de 1902. Aquest mateix any es va casar amb el seu cosí, el doctor Januário Gonçalves Barreto Duarte, qui va ser un dels fundadors de la Lliga Portuguesa de Futbol i activista republicà. Va ser considerada com la primera mèdica dona portuguesa en operar a l'hospital de São José. També va treballar a l'hospital de Rilhafoles amb Adelaide Cabete, especialitzant-se més tard en ginecologia.

## Activisme

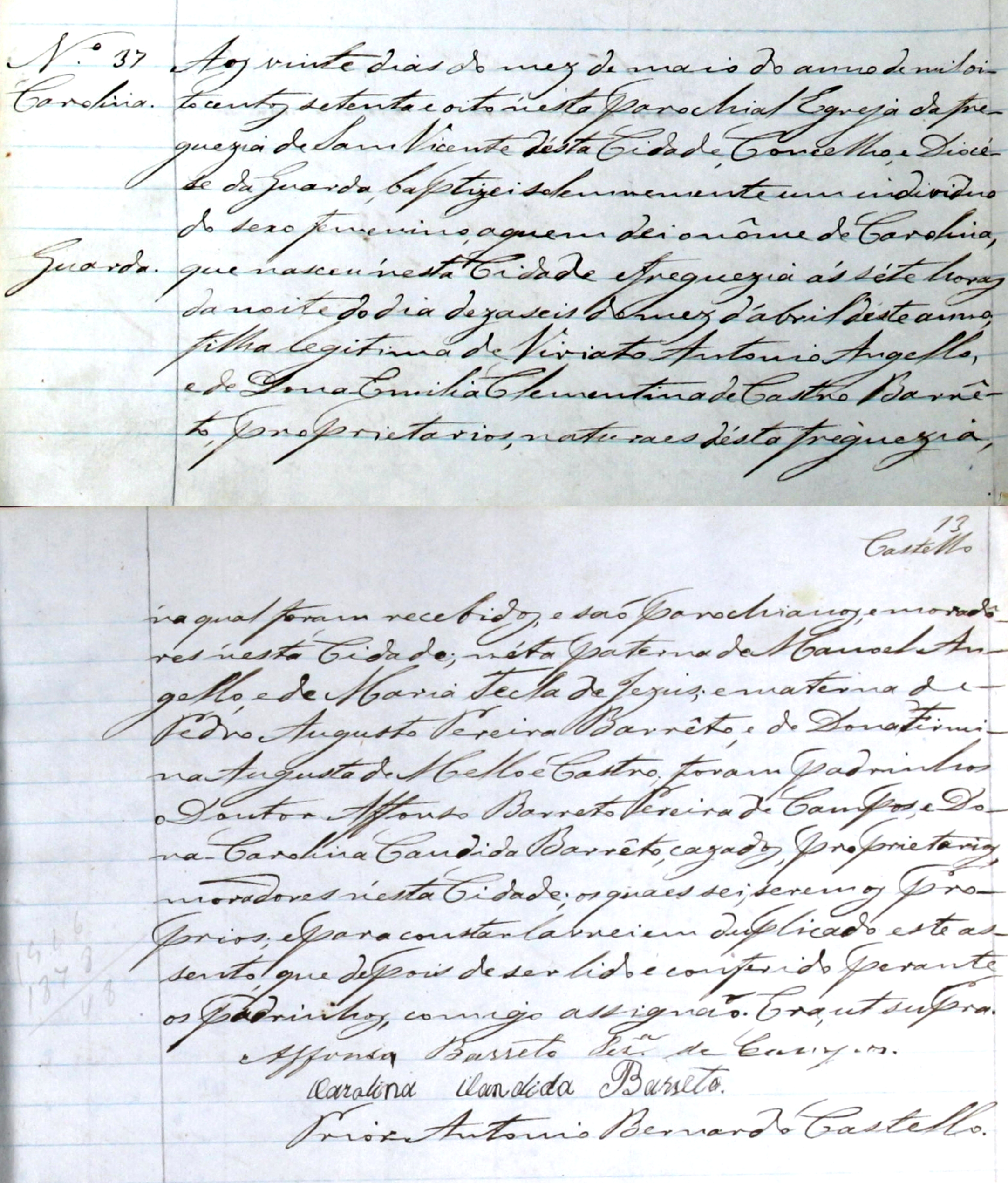
Registre de baptisme de Carolina Beatriz Ângelo.

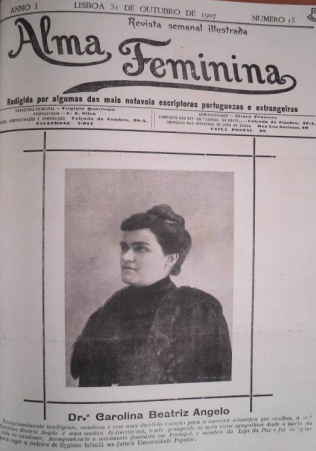
Publicació del 31 d'octubre de 1907 de la revista Àlma Feminina, sobre Carolina Beatriz Ângelo.

Va iniciar la militància cívica en 1907, en conjunt amb altres quatre metgesses —Adelaide Cabete, Domilia de Carvalho, Emília Patacho i Maria do Carmo Lopes—, unint-se a moviments femenins a favor de la pau i de la implementació a Portugal de la forma de govern republicana i de la maçoneria. Es van integrar al Comitè Portuguès de l'agremiació francesa La Paix et et Désarmement par les Femmes, conformant la junta, en la qual requerien que la resolució de les controvèrsies internacionals s'arbitrés exclusivament per dones. Mesos després es va unir a la Lògia Humanitats amb el nom simbòlic de Lígia. Així, Carolina Beatriz Ângelo, juntament amb Ana de Castro Osório, Adelaide Cabete i Maria Veleda van ser part del grup que va convocar a moltes altres dones al camp republicà.
Ângelo es va convertir en defensora dels drets de la dona, i principalment del dret a votar. El moviment de les «sufragistes», com es denominava als qui reclamaven aquest dret, es va escampar per tot Europa; Nova Zelanda havia estat el primer país a concedir-ho en 1893. Carolina es va destacar en 1908 com a militant de la Lliga Republicana de Dones (Lliga Republicana das Mulheres), que reivindicava drets i deures iguals per a tots dos sexes i, com a fundadora i presidenta de l'Associació de propaganda feminista (Associação de Propaganda Feminista). Un any després, Carolina abandona juntament amb Adelaide Cabete la primera a causa d'un gir radical en la ideologia de la lliga. En el seu pas per la mateixa es destaquen la participació en la campanya per a la discussió i aprovació de la Llei de Divorci al Parlament, i la col·laboració amb Adelaide Cabete en la confecció de banderes republicanes, per comanda expressa de Miguel Bombarda abans de morir, que es va hissar durant la revolució del 5 d'octubre de 1910.
Després d'establir-se la Primera República Portuguesa, va continuar amb la seva defensa republicana i feminista a un ritme tan vertiginós que va morir d'un atac al cor el 3 d'octubre de 1911, als trenta-tres anys, després d'una reunió durant la nit en l'Associació de Propaganda Feminista, deixant òrfena a la seva filla de vuit anys. Va ser sepultada en el Cemitério dos Prazeres. (1903-1981)

## Lluita pel dret al sufragi femení

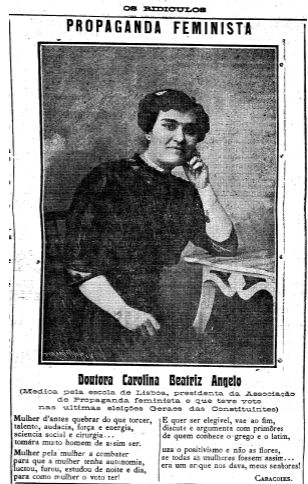
Periòdic Os Ridículos, 16 d'agost de 1911.

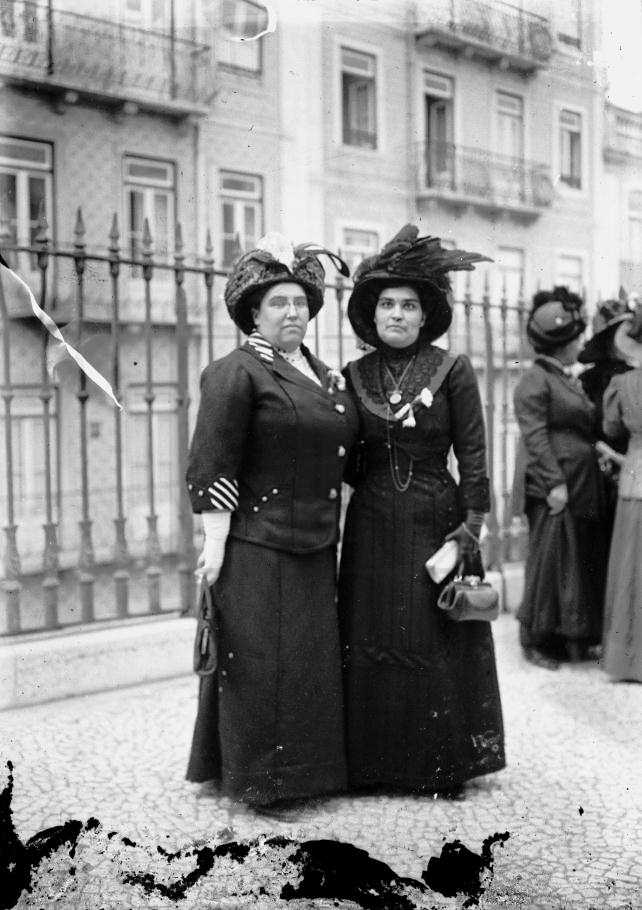
La presidenta de la Lliga de sufragistes portugueses, Ana de Castro Osório (esquerra), al costat de Carolina Beatriz Ângelo (dreta), en 1911.

La primera llei electoral de la República Portuguesa reconeixia el dret a votar de «ciutadans portuguesos amb més de vint-i-un anys que sàpiguen llegir i escriure i siguin caps de família». Carolina Ângelo va veure en aquesta redacció una oportunitat de torçar-la al seu favor, atès que gramaticalment, el plural masculí de les paraules incloses és femení i masculí.
Estant vídua i amb una filla menor al seu càrrec, tenint més de vint-i-un anys i educada en els liceus, es va permetre reclamar-li al president de la comissió censal del segon districte de Lisboa el dret a ser considerada «cap de família». La demanda va ser rebutjada per la comissió, la qual cosa la va portar a presentar un recurs en el tribunal de justícia, argumentant que la llei no excloïa expressament a les dones. El 28 d'abril de 1911, el jutge João Baptista de Castro va resoldre:
El 28 de maig de 1911 es va convertir llavors en la primera dona a exercir el dret a vot de la recent república, en les eleccions constituients. No obstant això, Ângelo va tenir un petit incident que va ser reproduït pel diari A Capital.
El seu gest es traduiria en una reculada immediata de la llei que impedia el sufragi femení a futur: el Codi Electoral de 1913 establia que «són electors de càrrecs legislatius o ciutadans portuguesos de sexe masculí majors de vint-i-un anys o que compleixin aquesta edat al final de les operacions de recensament, que estiguin en ple gaudi dels seus drets civils i polítics, sàpiguen llegir i escriure portuguès i resideixin al territori de la República Portuguesa».

### Llegat

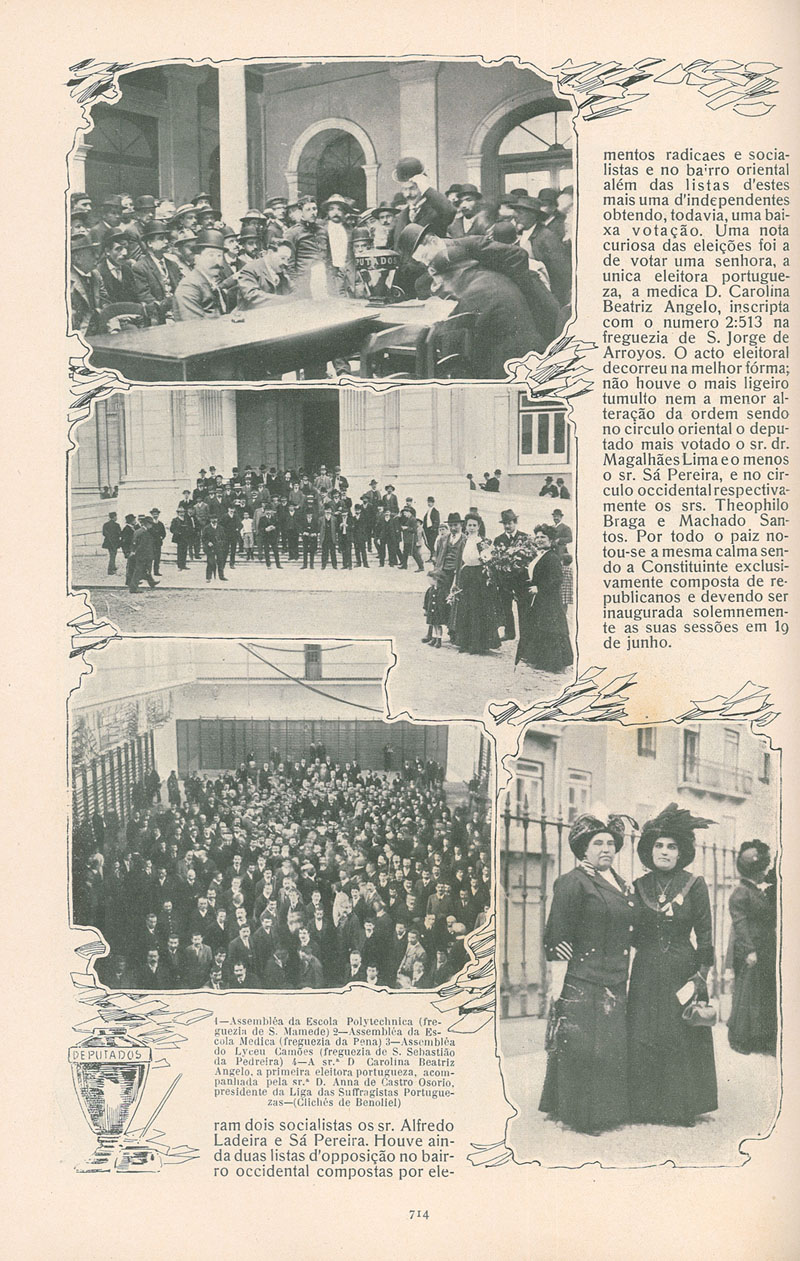
Ressenya periodística amb el títo "Estão eleitas as constituintes: A eleição em Lisboa" sobre Carolina Beatriz Ângelo en les eleccions, periòdic O Seculo, 5 de juny de 1911.

Les dones portugueses van poder votar recentment l'any 1931, després de ser concedit el dret a vot, encara que amb restriccions: solament podien votar els qui hagin tingut educació secundària o superior, mentre que per als homes bastava saber llegir i escriure.
La llei electoral de maig de 1946 va estendre el dret de vot als homes analfabets i que paguessin a l'Estat almenys cent escuts portuguesos d'impostos i també a les dones caps de família i a les casades que sàpiguen llegir i escriure, tinguessin béns propis i paguessin almenys dos-cents escuts de contribució.
Al desembre de 1968 va ser reconegut el dret de vot polític a les dones, encara que els Consells Parroquials van continuar sent triats, només pels caps de família. Des del 25 d'abril de 1974 es van suprimir totes les restriccions a la capacitat electoral dels ciutadans per raó de gènere.

## Homenatges
En forma d'homenatge, alguns llocs a Portugal porten l'epònim de Carolina Beatriz Ângelo, com una plaça en Famõés, un carrer i una escola EB2,3 de la ciutat de Guarda, i un hospital públic en Loures.